# Station Międzyrzecz
Station Międzyrzecz is een spoorwegstation in de Poolse plaats Międzyrzecz.